# کورماران آمریکایی
کورماران آمریکایی (نام علمی: Anomalepididae) نام یک تیره از زیرراسته مار است.